# Marmande
Marmande é uma comuna francesa na região administrativa da Nova Aquitânia, no departamento Lot-et-Garonne. Estende-se por uma área de 60,79 km². Em 2010 a comuna tinha 18 121 habitantes (densidade: 298,1 hab./km²).